# Festival du Film Policier de Cognac
Het Festival du Film Policier de Cognac (te vertalen als “politiefilmfestival van Cognac”) was een Frans filmfestival, dat van 1982 tot 2007 jaarlijks werd gehouden. In 1991 werd het festival niet ingericht. Het festival vindt plaats in Cognac.
Zoals de naam al aangeeft, was het festival speciaal bedoeld voor politie/misdaadfilms. Aanvankelijk betrof dit alleen bioscoopfilms, maar sinds 1993 was het festival ook open voor korte films en televisiefilms. In 2007 hield het filmfestival op met bestaan.
Op het festival werden meerdere prijzen uitgereikt, waaronder een publieksprijs en de Grand Prix.
In 2008 werd aangekondigd dat de vijfentwintigste editie van 2007 de laatste was, maar dat een nieuw Festival du film policier de Beaune vanaf 2009 zou ingericht worden in Beaune. Dit festival ging een eerste maal door in april 2009 en staat sindsdien jaarlijks geprogrammeerd.

## Grand Prix
| Jaar | Titel                          | Regisseur           | Land                         |
| ---- | ------------------------------ | ------------------- | ---------------------------- |
| 1982 | Beyond Reasonable Doubt        | John Laing          | Nieuw-Zeeland                |
| 1983 | 48 Hrs.                        | Walter Hill         | Verenigde Staten             |
| 1984 | L'addition                     | Denis Amar          | Frankrijk                    |
| 1985 | No habrá más penas ni olvido   | Héctor Olivera      | Argentinië                   |
| 1986 | The Hitcher                    | Robert Harmon       | Verenigde Staten             |
| 1987 | The Big Easy                   | Jim McBride         | Verenigde Staten             |
| 1988 | Die Katze                      | Dominik Graf        | West-Duitsland               |
| 1989 | True Believer                  | Joseph Ruben        | Verenigde Staten             |
| 1990 | Kill Me Again                  | John Dahl           | Verenigde Staten             |
| 1992 | The Hand That Rocks the Cradle | Curtis Hanson       | Verenigde Staten             |
| 1993 | One False Move                 | Carl Franklin       | Verenigde Staten             |
| 1994 | La scorta                      | Ricky Tognazzi      | Italië                       |
| 1995 | Shallow Grave                  | Danny Boyle         | Verenigd Koninkrijk          |
| 1996 | The Last Supper                | Stacy Title         | Verenigde Staten             |
| 1997 | Freeway                        | Matthew Bright      | Verenigde Staten             |
| 1998 | Face                           | Antonia Bird        | Verenigd Koninkrijk          |
| 1999 | Another Day in Paradise        | Larry Clark         | Verenigde Staten             |
| 2000 | Une affaire de goût            | Bernard Rapp        | Frankrijk                    |
| 2001 | Chopper                        | Andrew Dominik      | Australië                    |
| 2002 | Nueve reinas                   | Fabián Bielinsky    | Argentinië                   |
| 2003 | La caja 507                    | Enrique Urbizu      | Spanje                       |
| 2004 | Salinui chueok                 | Joon-ho Bong        | Zuid-Korea                   |
| 2005 | Crimen ferpecto                | Álex de la Iglesia  | Spanje, Italië               |
| 2006 | Silentium                      | Wolfgang Murnberger | Oostenrijk                   |
| 2007 | A Very British Gangster        | Donal MacIntyre     | Verenigd Koninkrijk, Ierland |

Bekende films die ook in de prijzen vielen op het filmfestival, maar niet de Grand Prix wonnen, zijn:
- The Osterman Weekend (1983) van Sam Peckinpah
- To Live and Die in L.A. (1985) van William Friedkin
- Manhunter (1986) van Michael Mann
- Things to Do in Denver When You're Dead (1995) van Gary Fleder
- A Simple Plan (1998) van Sam Raimi
- De Zaak Alzheimer (2003) van Erik Van Looy
- Smokin' Aces (2006) van Joe Carnahan